# Coleção Opera Brasil
Coleção Opera Brasil foi uma série da editora Opera Graphica que teve como propósito publicar obras importantes dos quadrinhos brasileiros. Foram lançados 16 diferentes álbuns ou romances gráficos entre 2001 e 2003.

## Conteúdo
A primeira edição da série foi A Última Missão, escrito e desenhado por Watson Portela com arte-final de Silvio Spotti e Wanderfel. O álbum reúne uma equipe formada pelos super-heróis criados por Eugenio Colonnese nos anos 1960, como Mylar, X-Man, Escorpião, Superargo, entre outros. O livro foi lançado no final de 2001 durante a segunda edição do evento Fest Comix.
A segunda edição foi Paralelas II, também de Watson Portela, trata-se de uma edição encadernada da série de mesmo nome publicada na editora Grafipar.
A terceira edição foi Musashi I um romance gráfico de Julio Shimamoto sobre o samurai Miyamoto Musashi.
A quarta edição foi uma edição encadernada de O Lobisomem, criação de Gedeone Malagola da década de 60 foram publicadas pela GEP de Miguel Penteado e ilustradas por Sérgio Lima, o álbum traz duas histórias publicadas na década de 1970 pela Minami & Cunha de Minami Keizi e Carlos da Cunham trazendo desenhos de Nico Rosso com arte-final de Kazuhiko Yoshikawa.
A quinta edição traz uma releitura da história O Devorador, protagonizada pela heroína Velta de Emir Ribeiro publicada originalmente em 1974, o álbum contém uma capa assinada por Renato Guedes.
A sexta edição foi Violência Histórica do jornalista e ilustrador Mauricio Pestana, um álbum sobre a história dos negros no Brasil.
A sétima edição foi Frauzio: Questão de Paternidade, de Marcatti Frauzio: Questão de Paternidade, de Marcatti personagem criado por Marcatti que teve uma revista em quadrinhos pela Editora Escala.
A oitava edição traz Mirza: a Vampira, de Eugenio Colonnese, trazendo duas histórias inéditas com roteiros de Franco de Rosa e Osvaldo Talo, incluindo um crossover com o Mortro do Pântano, outra criação de Colonnese.
A nona edição, Madame Satã: Cassino, de Luiz Antonio Aguiar e Julio Shimamoto, ganhou o 19º Prêmio Angelo Agostini de melhor lançamento. Este livro apresentou uma história envolvendo o transformista Madame Satã, figura emblemática da vida noturna e marginal da Lapa carioca na primeira metade do século XX e que já havia sido personagem de outro romance gráfico dos mesmos autores, Nos Tempos de Madame Satã, lançado em 1986.
A décima edição traz Filho do Urso e Outras Histórias contendo duas republicações e quatro histórias inéditas produzidas por Flavio Colin criadas para as revistas as revistas Calafrio e Mestres do Terror da D-Arte, contudo, as mesmas haviam sido canceladas.
A décima primeira edição traz Calafrio: 20 Anos Depois, trazendo republicações da revista Calafrio da D-Arte (1981-1993) e novas histórias.
A décima segunda foi o segundo álbum de Musashi de Julio Shimamoto.
A décima terceira foi Sangue Bom, de Carlos Patati, Solano Lopez e Allan Alex, uma história urbana passada em uma favela.
A décima quarta foi Na Trilha de Masamune, uma história de samurais por Luiz Saidenberg.
A décima quinta é Mapinguari e Outras Histórias, um álbum póstumo de Flavio Colin.
A décima quinta é BioCyberDrama, de Edgar Franco e Mozart Couto, o álbum é parte do universo compartilhado Aurora Biocibertecnológica ou Aurora Pós-Humana, criado por Edgar Franco.

## Edições lançadas
- 1 - A Última Missão, de Watson Portela (2001)[3]
- 2 - Paralelas II, de Watson Portela (2002)[23]
- 3 - Musashi I, de Julio Shimamoto (2002)[5]
- 4 - Lobisomem, de Gedeone Malagola, Nico Rosso e Kazuhiko Yoshikawa (2002)[24]
- 5 - Velta, Emir Ribeiro e Roberto Guedes (2002)[25]
- 6 - Violência Histórica, Mauricio Pestana (2002)[10]
- 7 - Frauzio: Questão de Paternidade, de Marcatti (2002)[26]
- 8 - Mirza: a Vampira, de Eugenio Colonnese (2002)[24]
- 9 - Madame Satã: Cassino, de Luiz Antonio Aguiar e Julio Shimamoto (2002)[27]
- 10 - Filho do Urso e Outras Histórias, de Flavio Colin (2002)[28]
- 11 - Calafrio: 20 Anos Depois, de vários autores (2002)[19]
- 12 - Musashi II, de Julio Shimamoto (2003)[5]
- 13 - Sangue Bom, de Carlos Patati, Solano Lopez e Allan Alex (2003)[20]
- 14 - Na Trilha de Masamune, de Luiz Saidenberg (2003)[29]
- 15 - Mapinguari e Outras Histórias, de Flavio Colin (2003)[30]
- 16 - BioCyberDrama, de Edgar Franco e Mozart Couto (2003)[22]